# Kanton Levens
Kanton Levens (fr. Canton de Levens) je francouzský kanton v departementu Alpes-Maritimes v regionu Provence-Alpes-Côte d'Azur. Tvoří ho devět obcí.

## Obce kantonu
- Aspremont
- Castagniers
- Colomars
- Duranus
- Levens
- La Roquette-sur-Var
- Saint-Blaise
- Saint-Martin-du-Var
- Tourrette-Levens